# Liste der Kulturdenkmale in Kerspleben
Die Liste der Kulturdenkmale in Kerspleben enthält die Kulturdenkmale des Ortsteils Kerspleben der thüringischen Landeshauptstadt Erfurt, die vom Thüringischen Landesamt für Denkmalpflege und Archäologie als Bau- und Kunstdenkmale auf dem Gebiet der Stadt mit Stand vom 24. April 2025 erfasst wurden.

## Legende
- Bild: zeigt ein Bild des Kulturdenkmals und gegebenenfalls einen Link zu weiteren Fotos des Kulturdenkmals im Medienarchiv Wikimedia Commons
- Bezeichnung: Name, Bezeichnung oder die Art des Kulturdenkmals
- Lage: Wenn vorhanden Straßenname und Hausnummer des Kulturdenkmals; Grundsortierung der Liste erfolgt nach dieser Adresse. Der Link Karte führt zu verschiedenen Kartendarstellungen und nennt die Koordinaten des Kulturdenkmals.
 Kartenansicht, um Koordinaten zu setzen – in dieser Kartenansicht sind Kulturdenkmale ohne Koordinaten mit einem roten bzw. orangen Marker dargestellt und können in der Karte gesetzt werden. Kulturdenkmale ohne Bild sind mit einem blauen bzw. roten Marker gekennzeichnet, Kulturdenkmale mit Bild mit einem grünen bzw. orangen Marker.
- Datierung: gibt das Jahr der Fertigstellung beziehungsweise das Datum der Erstnennung oder den Zeitraum der Errichtung an
- Beschreibung: bauliche und geschichtliche Einzelheiten des Kulturdenkmals, vorzugsweise die Denkmaleigenschaften
- ID: Die ID identifiziert das Kulturdenkmal eindeutig. In Thüringen sind aktuell keine IDs veröffentlicht. In der ID-Spalte kann sich auch folgendes Icon  befinden, dies führt zu Angaben zu diesem Kulturdenkmal bei Wikidata.

## Liste der Kulturdenkmale in Kerspleben
| Bild                           | Bezeichnung                                                                                        | Lage                                                   | Datierung | Beschreibung                                                                           | ID |
| ------------------------------ | -------------------------------------------------------------------------------------------------- | ------------------------------------------------------ | --------- | -------------------------------------------------------------------------------------- | -- |
| BW                             | | Dorfplatz 1 (Karte)                                    |           | Teil des Ensembles Bauliche Gesamtanlage Kirch- und Dorfplatz                          |    |
| BW                             | | Dorfplatz 2 (Karte)                                    |           | Teil des Ensembles Bauliche Gesamtanlage Kirch- und Dorfplatz                          |    |
| BW                             | | Dorfplatz 3 (Karte)                                    |           | Teil des Ensembles Bauliche Gesamtanlage Kirch- und Dorfplatz                          |    |
| BW                             | Hofmauer mit Tor und Portal                                                                        | Dorfplatz 4 (Karte)                                    |           | einzelnes Kulturdenkmal                                                                |    |
| BW                             | Wohnhaus                                                                                           | Dorfplatz 11 (Karte)                                   |           | einzelnes Kulturdenkmal; Teil des Ensembles Bauliche Gesamtanlage Kirch- und Dorfplatz |    |
| BW                             | Gehöft                                                                                             | Dorfplatz 12 (Karte)                                   |           | einzelnes Kulturdenkmal; Teil des Ensembles Bauliche Gesamtanlage Kirch- und Dorfplatz |    |
| BW                             | Brücke über den Linderbach                                                                         | Große Herrengasse (Karte)                              |           | einzelnes Kulturdenkmal                                                                |    |
| BW                             | Gehöft                                                                                             | Kersplebener Chaussee 24 (Karte)                       |           | einzelnes Kulturdenkmal                                                                |    |
| BW                             | Pfarrhaus                                                                                          | Kirchplatz 1 (Karte)                                   |           | einzelnes Kulturdenkmal; Teil des Ensembles Bauliche Gesamtanlage Kirch- und Dorfplatz |    |
| weitere Bilder Fotos hochladen | Evangelische Pfarrkirche Heilig-Geist                                                              | Kirchplatz 2 (Karte)                                   |           | einzelnes Kulturdenkmal; Teil des Ensembles Bauliche Gesamtanlage Kirch- und Dorfplatz |    |
| BW                             | Eiserne Grabgitter an westl. Friedhofsmauer an Grabmalen Maeder, Albold, Weide/Graf, Weide, Albold | Kirchplatz 2, an der westlichen Friedhofsmauer (Karte) |           | einzelnes Kulturdenkmal                                                                |    |
| BW                             | Engelsfigur auf Postament am Grabmal Weide und Graf                                                | Kirchplatz 2 (Karte)                                   |           | einzelnes Kulturdenkmal                                                                |    |
| BW                             | Grabmal Willi Voigt                                                                                | Kirchplatz 2 (Karte)                                   |           | einzelnes Kulturdenkmal                                                                |    |
| BW                             | | Kirchplatz 3 (Karte)                                   |           | Teil des Ensembles Bauliche Gesamtanlage Kirch- und Dorfplatz                          |    |
| BW                             | Brücke über den Linderbach                                                                         | Zum Sulzenberg (Karte)                                 |           | einzelnes Kulturdenkmal                                                                |    |
| BW                             | Wohnhaus                                                                                           | Zum Sulzenberg 6 (Karte)                               |           | einzelnes Kulturdenkmal                                                                |    |
| BW                             | Hofmauer mit Tor und Portal                                                                        | Zum Sulzenberg 11 (Karte)                              |           | einzelnes Kulturdenkmal                                                                |    |
| BW                             | Hofmauer mit Tor und Portal                                                                        | Zum Sulzenberg 20 (Karte)                              |           | einzelnes Kulturdenkmal                                                                |    |
| BW                             | Konsolen eines Renaissanceportals                                                                  | Zum Sulzenberg 21 (Karte)                              |           | einzelnes Kulturdenkmal                                                                |    |